# Euharamíyides
Els euharamíyides (Euharamiyida) són un clade de mamaliaformes extints que visqueren durant el Juràssic en allò que avui en dia és la Xina. De vegades se'ls considera el tàxon germà dels multituberculats, o part d'una divergència anterior dins el llinatge dels sinàpsids.

## Evolució
Després d'estudiar els euharamíyides, Bi et al. (2014) conclogueren que els mamífers havien evolucionat durant el Triàsic superior, amb una divisió dels al·loteris en euharamíyides i multituberculats fa aproximadament 208 milions d'anys a partir d'un avantpassat comú semblant a Haramiyavia. Tanmateix, estudis més recents indiquen que els euharamíyides són mamaliaformes més basals, fora del grup terminal Mammalia, fet que deixaria Allotheria obsolet.